# 弘法口駅
弘法口駅（こうぼうぐちえき）は、岐阜県岐阜市鏡島にあった、名古屋鉄道鏡島線の駅。
乙津寺（鏡島弘法）の最寄り駅であり、毎月21日の命日は鏡島弘法の参拝客で賑わったという。また、長良川の渡船である小紅の渡しの最寄駅であった。

## 歴史

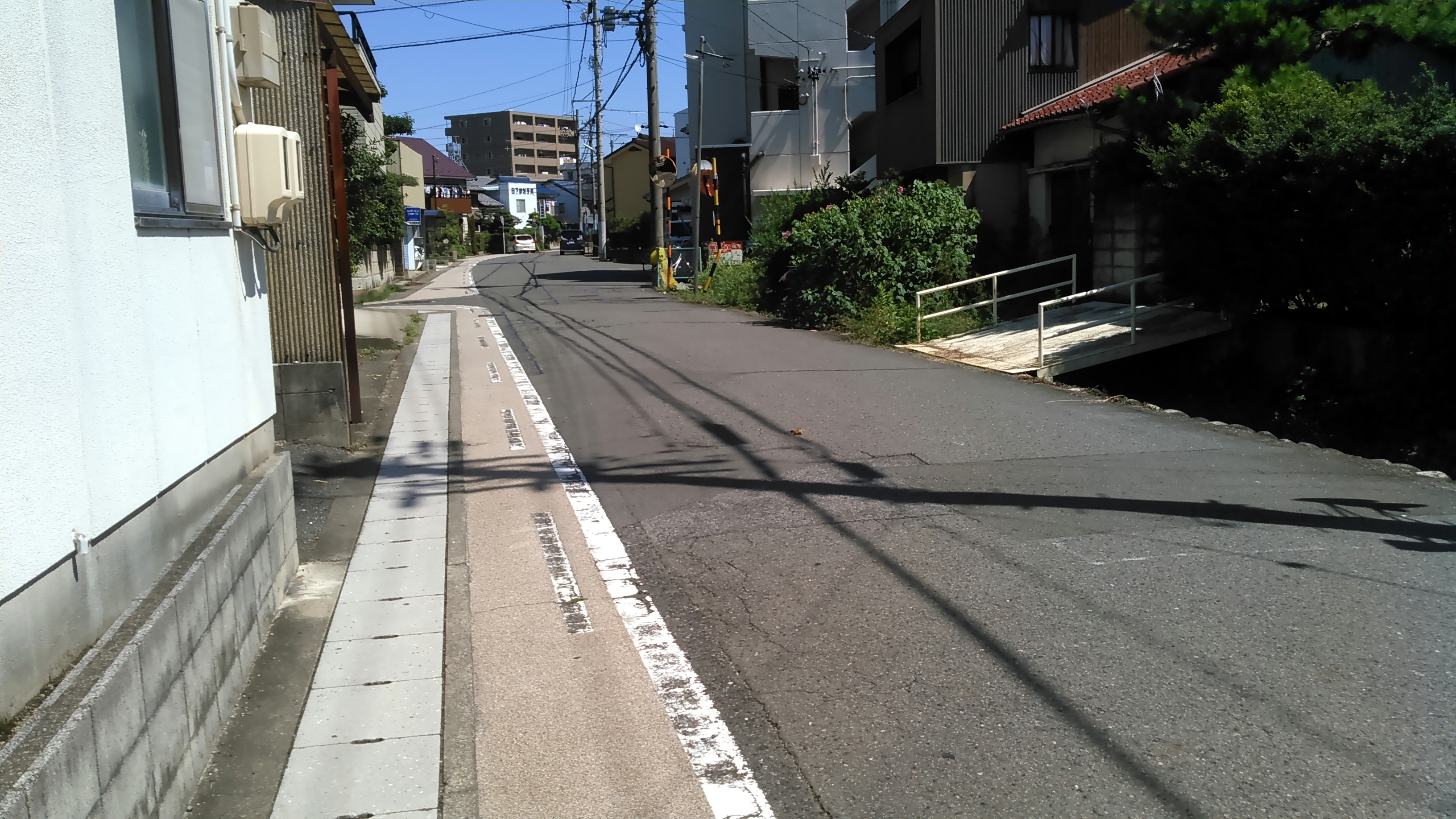
駅跡地付近（2017年9月）

1924年（大正13年）に鏡島線が美濃電気軌道の手により開通した際に開業。当時の駅名は弘法西口駅（こうぼうにしぐちえき）であった。その後、当駅を含む鏡島線の森屋駅 - 鏡島駅間は戦時下の1944年（昭和19年）に不要不急線に指定、休止される。戦後の1953年には森屋駅から当駅までが休止状態を解かれ、弘法口駅と改称のうえ営業を再開。翌年には鏡島駅までの区間も復活した。しかしすでに沿線地域ではモータリゼーションが進行、その影響を受けて1964年（昭和39年）に鏡島線は全線が廃止され、当駅も廃駅となった。改称から10年余りのことである。
- 1924年（大正13年）4月21日 - 美濃電気軌道鏡島線の千手堂駅 - 鏡島駅間の営業開始と同時に弘法西口駅として開業[7][8]。
- 1930年（昭和5年）8月20日 - 美濃電気軌道が名古屋鉄道（初代。同年中に名岐鉄道に改称し、1935年より名古屋鉄道に再改称）に合併。同社の鏡島線の駅となる[8]。
- 1944年（昭和19年）12月11日 - 森屋駅 - 鏡島駅間が不要不急路線に指定され休止[5]。当駅も営業休止となる[8]。
- 1953年（昭和28年）8月16日 - 休止区間のうち、森屋駅 - 当駅間が復活、営業再開。同時に弘法口駅に改称される[8]。
- 1954年（昭和29年）9月10日 - 休止区間のうち、残りの当駅 - 鏡島駅間が復活、営業再開[8]。
- 1964年（昭和39年）10月4日 - 鏡島線の廃止にともない廃駅となる[8][9]。

## 駅構造
- 相対式2面2線の乗り場があり、交換施設を有していた[10]。駅舎はなかったという。

## 隣の駅
名古屋鉄道
鏡島線
東鏡島駅 - 弘法口駅 - 鏡島駅
- 1944年（昭和19年）までは、隣の鏡島駅との間に川原畑駅が存在した。